# Персеполис (графички роман)
Персеполис је први графички роман француске илустраторке иранског порекла Марђан Сатрапи. То је, уједно и први ирански стрип у историји, који је својој ауторки донео светску славу.

## О роману
Графичка новела Персеполис је изванредно мудра, духовита и дирљива аутобиографска прича о одрастању у Ирану за време Исламске револуције. Прва свеска романа објављена је 2000. године у Француској, где је добила одушевљене похвале критичара и била упоређена са Шпигелмановим Маусом.
Специфичност Персеполиса је у томе што не само да се стрип као форма ослања на комбинацију визуелног и текстуалног елемента, већ је и синтеза западњачке и источњачке перспективе и приповедачке традиције. Сатрапи се определила за роман у стрипу, односно графички роман после упознавања са радом и делом Арта Шпигелмана и његовим стрипом о холокаусту Маус.
Упркос књижевној традицији са фокусом на адолесценцији и сазријевању (углавном белих) мушких протагониста са Запада, Персеполис већ скоро 15 година опстаје као представник жанра, јединствен по томе што пребацује фокус на женско искуство у потпуно другачијем културолошком, историјском и религијском контексту. Тако мотив целокупног дела остаје својеврстан сукоб Истока и Запада, виђен кроз призму главног лика, мале Марђи, одбацујући бирање страна и јасну поделу на „добро” и „зло”. Још једна стилска одлика дела су и илустрације, које су урађене искључиво црним мастилом, као контраст опширном текстуалном делу, са циљем постизања уједначеног ритма.
О свом делу Сатрапи је рекла:
„Морала сам да копам по успоменама, а то је понекад веома болно. Желела сам да кажем читаоцима: Ми смо људи као и ви! Немојте мислити да се такве ствари догађају само у далеким земљама.”

## Радња романа
Марђи (ауторка Марђан Сатрапи) одраста у кући без играчака, па се занима читајући књиге, једући чипс са кечапом и радећи на остварењу животног плана: жели да постане посљедњи пророк галаксије. Њено одрастање почиње да ремети Исламска револуција, грађански рат и нова интелектуална клима исламског екстремизма. Нови закон, који између осталог приморава жене свих узраста на ношење хиџаба, забрањује конзумацију алкохола и било ког вида западњачке поп културе, не прија својеглавој Марђи, која у своје идоле убраја Бруса Лија, Игија Попа и Ким Вајлд. Због непосредне опасности по своју ћерку, родитељи шаљу четрнаестогодишњу Марђи у Беч, надајући се да ће тамо њен начин размишљања бити мање опасан.
Нажалост, Марђино искуство у Аустрији је сасвим другачије од онога чему се надала. За своје аустријске вршњаке је странац, фасцинантна искључиво као представник народа које сматрају „другим” и као сведок политичких дешавања бруталности какву могу само замишљати. Марђан се мучи да усклади свој лични идентитет са окружењем које је никада неће сматрати једнаком на културолошком и цивилизационом нивоу. Запад који је сматрала својеврсном секуларном утопијом, полако се чини као још једна верзија затвора, али одбија да се жали или самосажаљева због гриже савести – док њена породица и сународници преживљавају рат, она ужива у „слободи” о којој би код куће могла само сањати.
Читајући књиге Симон де Бовоар Марђан покушава да помири своје старе идеје о еманципацији са захтевима новог окружења. Такође заузима и трајан став о религији – по њој сваку религију карактерише већи или мањи есктремизам. Истовремено, открива цигарете и марихуану. У Бечу Марђи доживљава типично адолесцентско искуство уз пријатељства, разочарења и незаобилазне љубавне драме. Њена прва озбиљна веза завршава упалом плућа и повратком у Иран.
Слично тумачење религије карактерише Марђин повратак кући. Иран у који се враћа је умногоме другачији, али је положај жена и даље све само не завидан – закон налаже ношење хиџаба, а сваки инцидент потенцијално протумачен као неприкладно понашање може да доведе до физичког кажњавања или затворске казне. Њен отпор према хиџабу представља отпор према наметнутом животном стилу и његовој опресивној природи. У том смислу Персеполис отвара питања о односу западног феминизма према муслиманкама који се темељи на потреби Запада да их „спасе” или „просветли”. За Сатрапи, наметање хиџаба у источним земљама потпуно је једнако његовој забрани на Западу – обја чина имају за циљ успостављање контроле и доминације над женским делом популације и указују на занемаривање права на лични избор.
Повратком у Иран Марђи од Иранке на Западу постаје претерано слободна западњакиња у Ирану. Наилази на осуду и од стране жена, које су упркос труду и даље добро истренирани инструменти патријархалног режима. Њен јавни и приватни живот су у потпуном нескладу, слично као што је њено васпитање потпуно супротно очекивањима које јој намеће ново друштво. Марђина мерила вредности у много већој мери произилазе из кућног васпитања, него живота у Европи. Тако њена мајка, на саму помисао преране удаје своје ћерке, реагује сузама, док држава строго осуђује, па чак и законски кажњава било какав присан контакт мушкараца и жена ван брачне заједнице.
Марђина прича завршава се њеним коначним одласком из Ирана у Француску. За разлику од Аустрије, селидба у Стразбур резултат је коначне и неопозиве одлуке. Разлог је у њеној немогућности поновне адаптације на правила и друштвени поредак родне земље, који сматра исувише рестриктвним. Ипак, Марђи и даље не припада у потпуности ни европској ни иранској култури, већ обема истовремено.

## Друштвени утицај
Графички роман Персеполис преведен је на 24 језика и продат у близу два милиона примерака. Према њему је снимљен истоимени анимирани филм, који је режирала Марђан Сатрапи, у сарадњи са Венсаном Паранауом. Филм је номинован за Оскар за најбољи анимирани филм 2007. године, чиме је Марђан Сатрапи постала прва жена номинована за ову престижну награду.
Роман Персеполис је забрањен у Ирану, где је доступан искључиво у облику самиздата и популаран онолико колико могу бити популарне забрањене књиге. Персеполис редовно предводи и листе најчешће забрањених књига у америчким школама и јавним библиотекама. Такође је и филм Персеполис, на инсистирање иранске владе, уклоњен са Међународног филмског фестивала у Бангкоку. Изговор поборника ових забрана је да је тема превише осетљива за крхке мозгове деце одређеног узраста, а помиње се и наводна увредљивост политичких конотација.